# Rauen (Gestratz)
Rauen (westallgäuerisch: Rouə) ist ein Gemeindeteil der Gemeinde Gestratz im bayerisch-schwäbischen Landkreis Lindau (Bodensee).

## Geographie

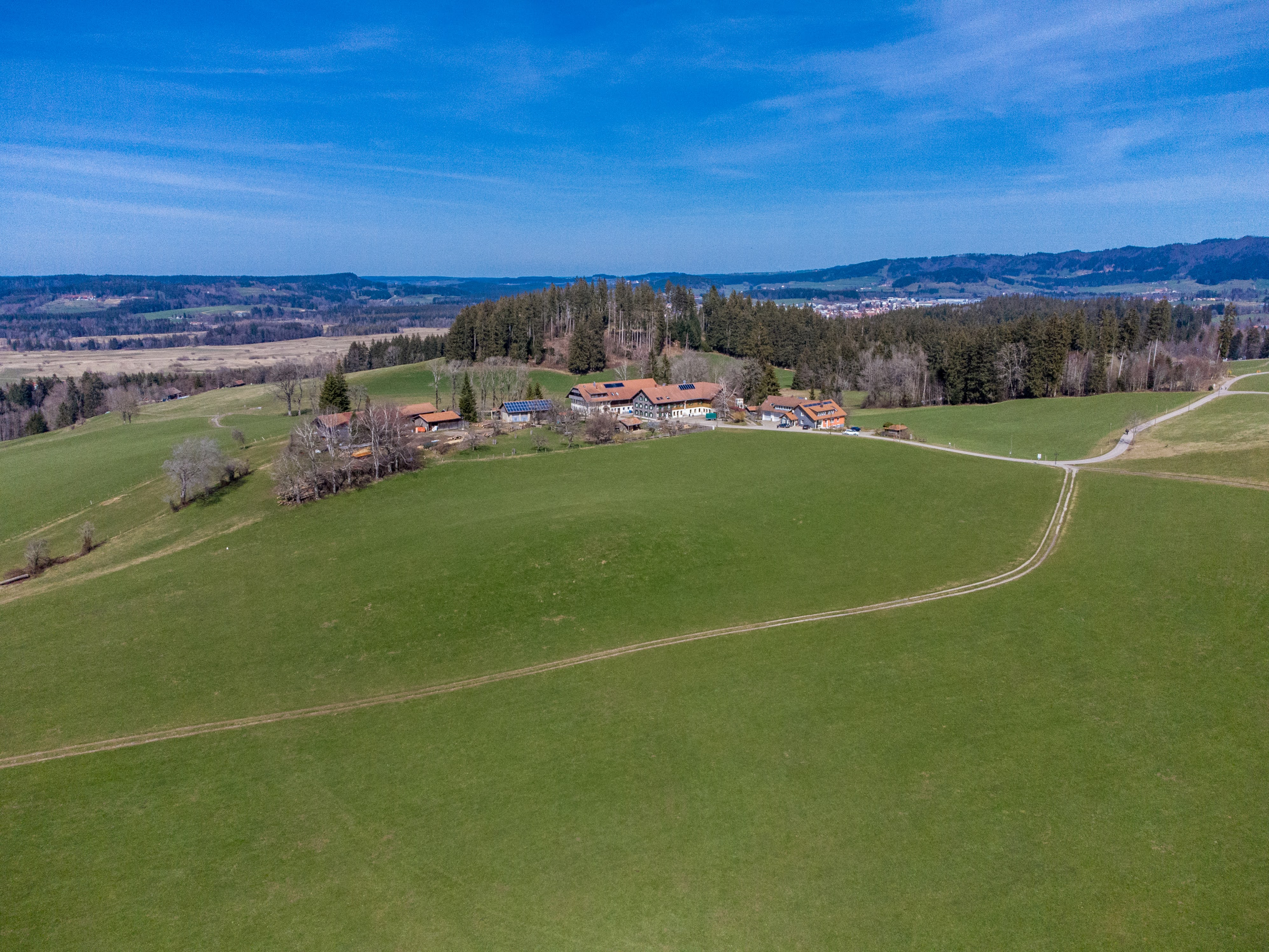
Luftbild

Der Weiler liegt circa 3,5 Kilometer nordöstlich des Hauptorts Gestratz und zählt zur Region Westallgäu. Nördlich und östlich der Ortschaft verläuft die Gemeindegrenze zu Maierhöfen.

## Ortsname
Der Ortsname stammt vom Personen(über)namen Rūwen und bedeutet (Ansiedlung) des Rūwen. Der Übername stammt vom mittelhochdeutschen Wort rūch für haaricht, struppig, zottig, rauh.

## Geschichte
Rauen wurde erstmals im Jahr 1452 urkundlich erwähnt, als der Hof zu Ruwen an Änndreß Mangolt auf Ried verkauft wurde. 1491 gehörte Rauen zum Gerichtszwang von Isny. 1758 fand die Vereinödung des Orts mit zwei Teilnehmern statt. Rauen gehörte einst dem Gericht Grünenbach in der Herrschaft Bregenz an.